# Добичен
Добичен (нем. Dobitschen) — община в Германии, в земле Тюрингия. 
Входит в состав района Альтенбург. Подчиняется управлению Альтенбургер Ланд.  Население составляет 505 человек (на 31 декабря 2010 года). Занимает площадь 6,55 км².
Коммуна подразделяется на 4 сельских округа.

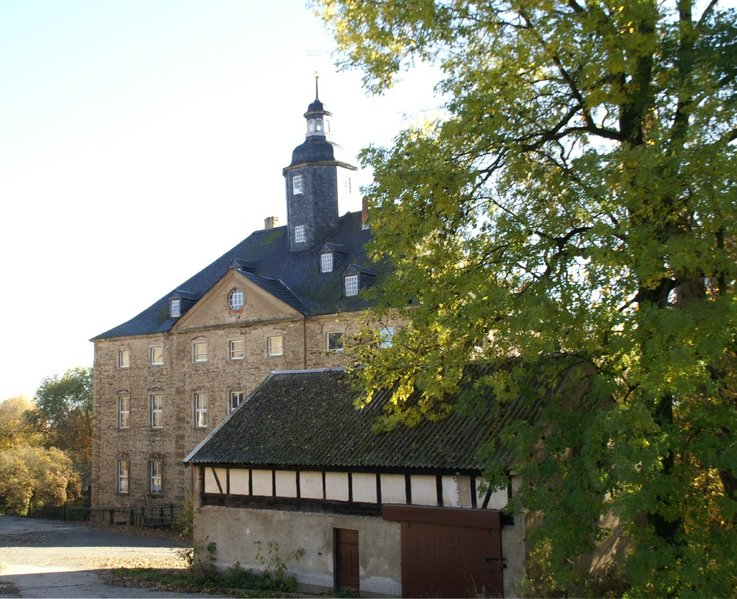
Добичен